# Youtoo TV
Youtoo TV é um canal de televisão a cabo estadunidense lançado em 1 de maio de 1985, com programação familiar.